# Ameisenweg
Ameisenweg ist ein Schweizer Kinofilm, der die Geschichte eines vierzehnjährigen Albaners, welcher zur Arbeit als Drogendealer in der Schweiz gezwungen wird, erzählt.

## Handlung
Der vierzehnjährige Albaner «Ergan» kommt auf illegale Weise über die Grenze bis nach Zürich. Dort wird er von seinem Onkel als Dealer eingesetzt. Als Bezugsperson verbleibt Ergan nach dem spurlosen Verschwinden seines Onkels nur noch eine drogenabhängige Sexarbeiterin.
Die beiden Polizisten «Mario Capaul» und «Heuberger» werden auf den Drogenfall angesetzt. Capaul vermutet zwar den wahren Hintergrund der Geschichte, doch Ergan wird plötzlich zum Gejagten. Er wird nicht nur von der Polizei, sondern auch von der Konkurrenz seines Onkels gesucht, um mundtot gemacht zu werden. Ergan muss um sein Überleben kämpfen.

## Personen

### Ergan
Mit vierzehn Jahren wurde Ergan in die Schweiz geholt, um als Dealer die Schulden seines Vaters abzuarbeiten. Nach dem Verschwinden seines Onkels wird der Junge von der Polizei sowie der Drogenmafia verfolgt und erkennt, dass er auf sich allein gestellt ist.

### Mario Capaul
Der Polizist Mario Capaul kann auf eine erfolgreiche Polizeikarriere zurückblicken. Doch das jüngste Ereignis in seinem Leben, der Tod seines Sohnes, lässt ihn zweifeln, ob der Drogenfall das Richtige für ihn ist.

### Arben
Der Onkel von Ergan, Arben ist ein in Zürich wohnhafter Krimineller. Da er finanziell angeschlagen ist und durch entgegengenommene Drogen in der Pflicht steht, eingenommene Erlöse abzuliefern, steht er unter großem Druck.

### Linda
Die aus gutbürgerlichem Haus stammende Prostituierte Linda ist heroinabhängig und finanziert ihre Sucht auf dem Drogenstrich. Trotz der Abhängigkeit von Drogen funkelt hin und wieder das Menschliche aus Linda hervor und lässt die Einsamkeit sowie Verletzlichkeit eines Menschen deutlich spüren.

## Erfolg
Trotz der eher unbekannten Besetzung rief der Film in kurzer Zeit ein grosses Medienecho hervor. Einige Zeit später war er in den Schweizer Kinos zu sehen.